# Antoni Gaweł
Antoni Gaweł (ur. 22 marca 1901 w Łazach, zm. 31 sierpnia 1989 w Krakowie) – polski geolog, mineralog i petrograf, a także specjalista geologii złóż surowców chemicznych, a zwłaszcza złóż soli.

## Życiorys

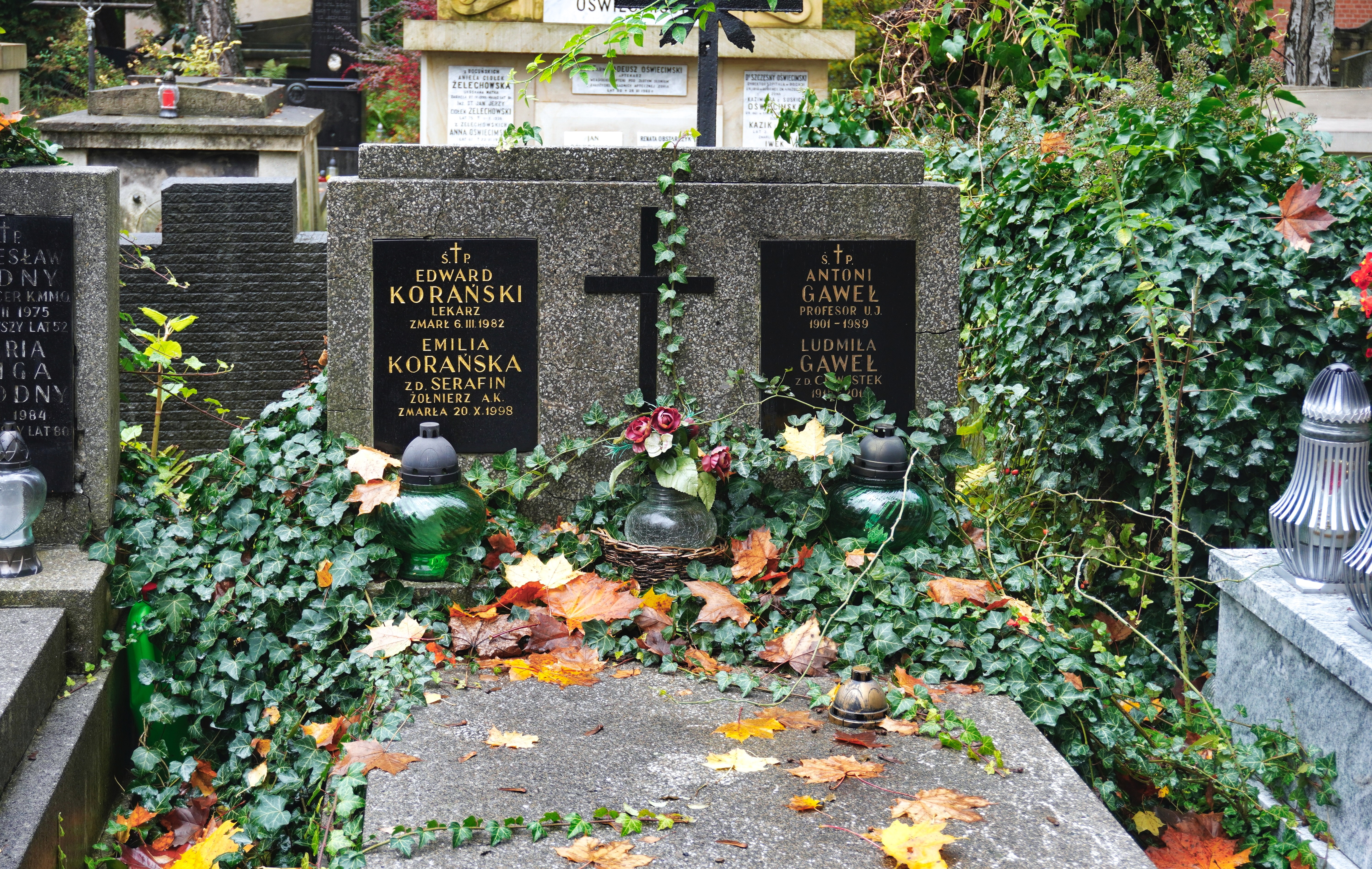
Grób prof. Antoniego Gawła na cmentarzu Rakowickim w Krakowie

### Dzieciństwo i młodość
Był najstarszym synem górnika Wojciecha Gawła i Katarzyny z Baranów. 
Po ukończeniu czterech lat polskiej szkoły w Łazach przyjęto go do polskiego gimnazjum realnego w Orłowej. W miesiącach wakacyjnych pracował w kopalniach węgla w Łazach i Suchej Dolnej.

### Dwudziestolecie międzywojenne
Świadectwo dojrzałości uzyskał w lipcu 1919 i rozpoczął studia chemiczno-mineralogiczne i geologiczne na Wydziale Filozoficznym Uniwersytetu Jagiellońskiego. W listopadzie 1919 zgłosił się ochotniczo do wojska polskiego formującego się na Zaolziu.
Studiował dzięki stypendium Rady Narodowej Śląska Cieszyńskiego, a następnie Ministerstwa Wyznań Religijnych i Oświecenia Publicznego. 
Przed zakończeniem studiów podjął pracę jako pomocniczy pracownik naukowy w Zakładzie Mineralogicznym UJ u profesora Stefana Kreutza. Z Zakładem tym był związany przez całe życie; pełnił w nim funkcje: do 1927 - pomocniczego pracownika, do 1932 – młodszego asystenta, do 1938 – starszego asystenta i do wybuchu wojny – adiunkta.
W 1928 uzyskał stopień doktora geologii na podstawie pracy O procesie sylifikacji niektórych utworów fliszu karpackiego. W okresie przedwojennym był współpracownikiem Komisji Fizjograficznej Polskiej Akademii Umiejętności. W latach 1928–1930 wykładał krystalografię, mineralogię i petrografię na Uniwersytecie Poznańskim. 
Kartował utwory fliszowe w okolicach Borysławia, brał udział w licznych wycieczkach geologicznych (Alpy Zachodnie, Kirusa, Petsamo, Islandia, Grenlandia). W 1937 uczestniczył w kilkumiesięcznej wyprawie naukowej na Grenlandię, kierowanej przez Aleksandra Kosibę.

### II wojna światowa
Po wybuchu wojny, 6 listopada 1939 został aresztowany przez Gestapo podczas Sonderaktion Krakau i wraz z innymi profesorami krakowskimi przewieziony do więzienia na Montelupich, następnie do Wrocławia, a 28 listopada 1939 do obozu koncentracyjnego w Sachsenhausen koło Berlina. 4 marca został przewieziony do obozu koncentracyjnego w Dachau. W styczniu 1941 został uwolniony i powrócił do Krakowa.
Dzięki poparciu dr Czesława Kuźniara i prof. Józefa Zwierzyckiego został przyjęty do pracy w Państwowym Instytucie Geologicznym, wówczas – Amt für Bodenforschung z centralą w Krakowie. W instytucji tej schronienie znalazło wielu wybitnych geologów, m.in. Franciszek Bieda, Tadeusz Bocheński, Józef Gołąb, Marian Kamieński, Bronisława Kokoszyńska, Wilhelm Krach, Henryk Makowski, Tadeusz Olczak, Wojciech Rogala i Kazimierz Smulikowski.
Antoni Gaweł zajmował się wierceniami w Sułkowie, na wschód od Wieliczki,  na solonośnym miocenie. Kartował też wyrobiska górnicze w kopalni soli w Wieliczce. Do 1943 zakończył zdjęcie geologiczne sześciu poziomów eksploatacyjnych w skali 1: 2 000, przy czym opracował wiele przekrojów poprzecznych. M.in. na tych pracach oparł swoją monografię Budowa geologiczna złoża solnego Wieliczka, opublikowanej w 1962 w Pracach Instytutu Geologicznego. Otrzymał za nią Nagrodę Państwową II stopnia. Podczas pracy w Państwowym Instytucie Geologicznym zajmował się także innymi badaniami. Pomagał m.in. Józefowi Gołąbowi przy wyznaczaniu ujęć wody dla armii niemieckiej i jej sił paramilitarnych. W drugiej połowie 1944 został schwytany w łapance ulicznej i przez trzy tygodnie więziony w obozie w Płaszowie.

### Po wojnie
Po zakończeniu wojny powrócił do Zakładu Mineralogii UJ. W 1946 habilitował się na podstawie pracy Jaspisy z diabazu w Niedźwiedziej Górze koło Krzeszowic. W 1948 został profesorem nadzwyczajnym, a w 1957 – profesorem zwyczajnym. W latach 1951–1957 prowadził zajęcia z mineralogii i petrografii na Wydziale Geologiczno-Poszukiwawczym Akademii Górniczo-Hutniczej. Opracował skrypt Krystalografia geometryczna.
Zmarł w Krakowie, pochowany na cmentarzu Rakowickim (kwatera RB-1-12).

## Ordery i odznaczenia
- Krzyż Oficerski Orderu Odrodzenia Polski
- Krzyż Kawalerski Orderu Odrodzenia Polski
- Srebrny Krzyż Zasługi (14 stycznia 1955)[3]
- Medal 10-lecia Polski Ludowej (15 stycznia 1955)[4]
- Odznaka tytułu honorowego „Zasłużony Nauczyciel PRL”
- Złota Odznaka „Za Pracę Społeczną dla miasta Krakowa” (27 października 1969)[5]

Źródło:.